# 李必模
李必模（1974年6月26日—），韓國男演員。畢業於首爾藝術大學演劇科，2012年3月插班至漢陽大學戲劇電影系，並於2014年2月畢業。早期演出舞台劇《LuLu》等劇出道，2004年起開始電視單元劇演出，2006 年正式初以《變江與你相遇》登上電視螢幕，並以《歐巴桑向前衝》沈佑燦一角開始受到觀眾的注目；代表作品有《你是我的命運》、《松藥局的兒子們》、《急診男女》、及《皮諾丘》、《Who Are You－學校2015》等。
與圈外人妻子徐秀妍在綜藝節目《戀愛的滋味》中結識，長子於2019年出生。妻子進修設計系博士班，也在大學中擔任講師，並與哥哥一起經營餐廳。

## 演出作品

### 電視劇
- 2001年：KBS《太祖王建》飾 宮官
- 2003年：MBC 《大長今》飾 宮官
- 2004年：KBS《新娘18歲》飾 賓客
- 2006年：KBS《變江與你相見（朝鲜语：강이 되어 만나리）》飾 朴鍾台
- 2006年：KBS《歐巴桑向前衝》飾 沈佑璨
- 2006年：SBS《拳頭王》飾 醫生
- 2007年：KBS《媳婦的全盛時代》飾 趙仁宇
- 2008年：KBS《你是我的命運》飾 金泰永
- 2009年：KBS《松藥店的兒子們》飾 宋大風
- 2010年：MBC《現在還想結婚的女人》飾 尹翔宇
- 2010年：MBC《金首露》飾 昔脫解
- 2010年：KBS《相信愛情》飾 金宇真
- 2011年：MBC《光與影》飾 車秀赫
- 2014年：tvN《急診男女》飾 國天秀
- 2014年：SBS《皮諾丘》飾 黃喬東
- 2015年：SBS《我的心一閃一閃》飾演 張順哲
- 2015年：KBS《Who Are You－學校2015》飾 金俊錫
- 2015年：SBS《The Ace》飾 柯亨宇
- 2016年：MBC《家和萬事成》飾 劉賢奇
- 2016年：tvN《又，吳海英》（客串）
- 2017年：MBC《歸來的福丹芝》飾 吳民奎
- 2019年：SBS《獬豸》飾 韓正錫
- 2020年：KBS《結過一次了》飾 李賢（特別出演）
- 2021年：KBS《戀慕》飾 睿宗
- 2023年：JTBC《戀愛不可抗力》飾 張世憲
- 2025年：KBS《拜託老鷹5兄弟！》飾 吳長壽（特別出演）

### 單元劇
- 2004年 KBS 《愛情和戰爭221話 - 嫂子和小叔子》 飾 崔承宇
- 2004年 MBC 《Best劇場單元劇559話 - 愛,站在斜路上》 飾 安承宇
- 2005年 KBS 《Drama City單元劇 - 大家一起恰恰恰》 飾 李東俊
- 2005年 KBS 《Drama City單元劇 - 으라차차初夜》 飾 姜峰秀
- 2006年 KBS 《Drama City單元劇 - 令人震驚的結婚》 飾 張赫
- 2006年 KBS 《Drama City單元劇 - 我交往的108個男人》 飾 成鎮宇
- 2006年 MBC 《Best劇場單元劇625話 - 他人的興趣》 飾 徐柳真
- 2011年 KBS 《Drama Special獨幕劇 - 守護天使金永久》 飾 金永久

### 電影
- 1999年：《生死谍变》飾演 朝鮮士兵
- 2003年：《阿里郎》飾演 尹铉久
- 2004年：《風中傳說》飾演 花美男
- 2010年：《爸爸喜歡女人》飾演 車閔奎
- 2011年：《事物的秘密》飾演 複印機（聲音演出）
- 2013年：AFA亞洲電影學院釜山電影節微電影《Departure》饰演 金贤重
- 2013年：微電影《慧淑》饰演 智浩（未上映）
- 2013年：《超人姜宝尚》饰演 姜宝尚（未上映）
- 2018年：《鬼戲語》饰演 崔会长（友情出演）
- 2020年：《说唱艺人》饰演 英祖（友情出演）
- 2021年：《龙屡阁2：神之夜》饰演 五星
- 待定：《奥黛丽》
- 待定：《顾问》

### 音樂劇
- 2004年 《Two Men》
- 2008年 《真的真的喜歡你》飾 姜鎮永
- 2009年 《南漢山城》飾 吳達濟
- 2013年 《真善美》飾 特拉普上校
- 2014年 《真善美》飾 特拉普上校
- 2016年 《首爾的月光》飾 金洪植
- 2019年 《那些日子》飾 正學

### 話劇
- 2004年：《Sunday Seoul》
- 2016年：《奧賽羅》飾 奧賽羅
- 2018年：《白癡》飾 Myshkin
- 2024年：《ART》[2]

## 綜藝節目
- 2013年 MBC 《世界所有的旅行》－摩洛哥〈1-4部〉
- 2013年 SBS 《叢林的法則》第三季－紐西蘭篇
- 2018年 TV朝鮮 《戀愛的滋味》固定成員
- 2020年 TV朝鮮 《妻子的味道》

## 獲獎
- 2007年 KBS演技大賞 - 男配角獎（歐巴桑向前衝、媳婦的全盛時代）
- 2008年 KBS演技大賞 - 日日連續劇部門 優秀演技獎（你是我的命運）
- 2009年 KBS演技大賞 - 最佳情侶獎（松藥店的兒子們）
- 2009年	第十屆大韓民國影像大賞 - 最佳上鏡獎（松藥店的兒子們）
- 2016年 第5屆APAN Star Awards - 長篇電視劇 男子優秀演技賞（家和萬事成）
- 2016年 MBC演技大賞 - 連續劇部門 男子黃金演技賞（家和萬事成）

## 音樂作品

### 單曲[3]
- 2008年 KBS 《你是我的命運》 原聲帶〈How Much〉
- 2008年 音樂劇 《真的真的喜歡你》 原聲帶 〈真的真的喜歡你〉、〈只有你〉、〈活力微笑〉
- 2009年 音樂劇 《南漢山城》 原聲帶〈我的路〉
- 2010年 KBS 《相信愛情》 原聲帶〈說你愛我〉

## 外部連結
- 官方網站 （页面存档备份，存于）
- 李必模的X（前Twitter）
- 李必模的Facebook專頁
- 李必模的新浪微博